# 더 라인 오브 베스트 핏
더 라인 오브 베스트 핏(영어: The Line of Best Fit)은 런던의 인디펜던트 온라인 잡지로, 음악과 관련된 글을 쓰고 있다. 이름은 데스 캡 포 큐티의 음반 “You Can Play These Songs with Chords”에 수록된 ‘Line of Best Fit’에서 따왔다. 음악 리뷰나 인터뷰, 그 외의 글을 올린다. 리처드 테인이 2007년 2월 만든 후 현재는 폴 브릿지워터가 편집장으로 있다.
더 라인 오브 베스트 핏에서 리뷰한 음반은 리뷰 애그리게이터 웹사이트 메타크리틱과 AnyDecentMusic?에서 사용한다. 또한 BBC, 클래시, 데일리 텔레그래프, 가디언, 인디펜던트, NME 등에서 더 라인 오브 베스트 핏의 리뷰를 언급하였다. 또한 더 라인 오브 베스트 핏은 선공개나 라이브 공연, 팟캐스트, 플레이리스트 등도 제작한다.
더 라인 오브 베스트 핏은 베스트 핏 레코딩스라는 이름의 레코드 레이블을 운영하며, 2015년부터는 매년 5일 동안 런던에서 진행하는 음악 축제를 한다.